# 小野明
小野 明（おの あきら、1920年（大正9年）4月6日 - 1990年（平成2年）4月19日）は、日本の政治家。参議院議員（5期、日本社会党）、第19代参議院副議長（1989年8月7日 - 1990年4月19日）。

## 来歴・人物
福岡県出身。小倉師範学校（現・福岡教育大学）を卒業後、教職に就く。1965年、第7回参議院議員通常選挙に福岡地方区から社会党公認で立候補し初当選。連続当選5回。党副委員長、党参議院議員会長などを経て、1989年の第15回参議院議員通常選挙後に参議院副議長に就任したが、在任中の1990年4月19日、急性肺炎のため、東京都港区の東京都済生会中央病院で死去した。70歳没。同日、特旨を以て位記を追賜され、従三位勲一等に叙され、瑞宝章を追贈された。亡くなる数日前から風邪をこじらせて体調が悪化し、公式行事を欠席していた。参議院副議長が在職中に死去したのは初めてのことであった。1949年11月17日の議長松平恒雄に次ぐ、史上2人目の参議院葬が執り行われた。哀悼演説は、同月25日の参議院本会議で、長田裕二により行われた。あわせて後任副議長の選挙が行われ、小山一平が選出されている。

## 選挙歴
| 当落                        | 選挙                     | 施行日        | 選挙区       | 政党       | 得票数  | 得票率 | 得票順位 /候補者数 | 比例区 | 比例順位 /候補者数 |
| --------------------------- | ------------------------ | ------------- | ------------ | ---------- | ------- | ------ | ------------------ | ------ | ------------------ |
| 当                          | 第7回参議院議員通常選挙  | 1965年7月4日  | 福岡県地方区 | 日本社会党 | 263,062 | 17.8   | 3/7                | -      | -                  |
| 当                          | 第9回参議院議員通常選挙  | 1971年6月27日 | 福岡県地方区 | 日本社会党 | 415,518 | 29.8   | 1/5                | -      | -                  |
| 当                          | 第11回参議院議員通常選挙 | 1977年7月10日 | 福岡県地方区 | 日本社会党 | 441,222 | 22.1   | 3/8                | -      | -                  |
| 当                          | 第13回参議院議員通常選挙 | 1983年6月26日 | 福岡県選挙区 | 日本社会党 | 395,046 | 21.8   | 3/5                | -      | -                  |
| 当                          | 第15回参議院議員通常選挙 | 1989年7月23日 | 福岡県選挙区 | 日本社会党 | 712,125 | 32.0   | 1/7                | -      | -                  |
| 当選回数5回 （参議院議員5） |                          |               |              |            |         |        |                    |        |                    |